# Detectorists
Detectorists est une série télévisée britannique en trois saisons, diffusée entre 2014 et 2017 sur la chaîne BBC Four.

## Synopsis
La série narre les aventures du club de détectoristes de Danebury, une ville fictive du Nord de l'Essex (la série est en fait principalement tournée dans le Suffolk à Framlingham), et en particulier deux de ses membres : Andy (Mackenzie Crook) et Lance (Toby Jones).

## Présentation
La série, réalisée par Mackenzie Crook et produite par Adam Tandy (en), est annoncée en janvier 2014 par la BBC. 
Le premier épisode a été diffusé le 2 octobre 2014 sur la chaîne BBC Four. En novembre 2014, la BBC annonce que la série sera reconduite pour une seconde saison. Mackenzie Crook a renoncé à reprendre son rôle de Ragetti dans la série Pirates des Caraïbes afin de se consacrer à la série.
En 2015, la série a remporté le BAFTA de la meilleure sitcom.
Une troisième saison a été diffusée à partir du 8 novembre 2017.
En France, la série est diffusée par Arte sur son site web en novembre 2020.
En décembre 2022, la BBC diffuse un nouvel épisode spécial Noël, toujours réalisée par Mackenzie Crook. La plupart des interprètes habituels de la série reprennent leur rôle à cette occasion.

## Distribution
- Mackenzie Crook : Andy
- Toby Jones : Lance
- Rachael Stirling : Becky, la petite amie d'Andy
- Aimee-Ffion Edwards : Sophie, membre du club
- Lucy Benjamin (en) : Maggie (saison 1)
- Adam Riches (en) : Tony (saison 1)
- Gerard Horan : Terry
- Sophie Thompson : Sheila
- Pearce Quigley (en) : Russell
- David Sterne : Larry Bishop
- Simon Farnaby : Phil "Art"
- Divian Ladwa : Hugh
- Laura Checkley : Louise
- Orion Ben (en) : Varde
- Diana Rigg : Veronica
- Daniel Donskoy : Peter (saison2)
- Alexa Davies (en) : Kate (saison 2)
- Rebbeca Callard : Toni